# Rafel Torres Bosch
Rafel Torres Bosch (sa Pabordia, Ciutadella de Menorca, 1923 - 7 d'octubre de 2017) fou un promotor cultural menorquí. És cavaller de més edat de les Festes de Sant Joan de Ciutadella. Va néixer en el si d'una antiga família d'arrels pageses, estretament vinculada al camp de Menorca i ben coneixedora dels usos i costums de la pagesia menorquina, transmesos generació rere generació.
És conegut popularment com a Rafel de Son Blanc, ja que des dels 30 anys va fer feina en aquesta finca agrícola-ramadera del terme municipal de Ciutadella. Respectuós amb les tradicions de la seva terra, participa des de molt jove en les festes populars com a sonador de guitarró i com a cavaller de sa Qualcada de les
Festes de Sant Joan de Ciutadella. És el cavaller de més edat i qui té l'honor de tancar sa Qualcada amb el caixer capellà i amb el caixer senyor. El 2005 va rebre el Premi Ramon Llull.